# Zuiryū-ji (Gifu)
Le Zuiryū-ji (瑞龍寺) est un temple bouddhiste de l'école Rinzai fondé en 1468 dans la province de Mino (actuelle Gifu, préfecture de Gifu) au Japon. C'est un temple de la branche du Myōshin-ji à Kyoto.
Il y a six temples après la porte principale : trois sont situés sur la gauche du chemin principal et trois sont sur la droite. Les tombes de Saitō Myōchin et Toki Shigeyori sont situées dans l'enceinte.

## Source de la traduction
- (en) Cet article est partiellement ou en totalité issu de l’article de Wikipédia en anglais intitulé « Zuiryū-ji (Gifu) » (voir la liste des auteurs).